# Карл Галль
Карл Галль (нім. Karl Gall; 5 жовтня 1905 — 27 лютого 1943) — австрійський футболіст, півзахисник.

## Клубна кар'єра
Розпочав кар'єру в клубі «ГАК-Нордштерн», за який почав грати у 1925 році. У 1928 році перейшов у віденську «Аустрію», де грав правого півзахисника. З «Аустрією» виграв два Кубки Австрії 1935 і 1936 років і два Кубки Митропи 1933 і 1936 років.
В 1936 році залишив Відень і переїхав до Франції в клуб «Мюлуз», де виступав до початку Другої світової війни. В 1939 році повернувся до Відня в «Аустрію». Останню в кар'єрі гру провів 6 грудня 1942 року в головному австрійському дербі, в якому його «Аустрія» розгромила «Рапід» з рахунком 6:2.

## Кар'єра в збірній
У 1931 році вперше був викликаний до збірної Австрії. Його дебют відбувся 12 квітня 1931 проти збірної Чехословаччини у Відні, той матч австрійці виграли 2:1. На позиції правого півзахисника його конкурентом був Вальтер Науш, якому тренер довіряв більше, тож Галль провів лише 11 матчів за Вундертім. Не поїхав на чемпіонат світу 1934 року, хоча й брав участь у відбіркових матчах до турніру. Останню гру Галль провів у 1936 році проти команди, з якою дебютував у збірній — із Чехословаччиною (1:1).
В 1942 Галль був мобілізований в армію і відправлений на Східний фронт.
Загинув 27 лютого 1943 року, підірвавшись на міні.

## Статистика виступів
| Клуб               | Сезон              | Ліга  | Ліга | Кубки | Кубки | Кубок Мітропи | Кубок Мітропи | Всього | Всього |
| Клуб               | Сезон              | Матчі | Голи | Матчі | Голи  | Матчі         | Голи          | Матчі  | Голи   |
| ------------------ | ------------------ | ----- | ---- | ----- | ----- | ------------- | ------------- | ------ | ------ |
| ГАК-Нордштерн      | 1926/27            | -     | -    | 2     | 1     | -             | -             | 2      | 1      |
| ГАК-Нордштерн      | 1927/28            | -     | -    | 1     | 0     | -             | -             | 1      | 0      |
| ГАК-Нордштерн      | Всього             | 0     | 0    | 3     | 1     | 0             | 0             | 3      | 1      |
| Аустрія (Відень)   | 1927/28            | 8     | 3    | 0     | 0     | 0             | 0             | 8      | 3      |
| Аустрія (Відень)   | 1928/29            | 22    | 0    | 3     | 0     | 0             | 0             | 25     | 0      |
| Аустрія (Відень)   | 1929/30            | 20    | 0    | 6     | 0     | 0             | 0             | 26     | 0      |
| Аустрія (Відень)   | 1930/31            | 18    | 0    | 9     | 0     | 0             | 0             | 27     | 0      |
| Аустрія (Відень)   | 1931/32            | 20    | 0    | 2     | 0     | 0             | 0             | 22     | 0      |
| Аустрія (Відень)   | 1932/33            | 20    | 0    | 5     | 0     | 0             | 0             | 25     | 0      |
| Аустрія (Відень)   | 1933/34            | 12    | 0    | 0     | 0     | 5             | 0             | 17     | 0      |
| Аустрія (Відень)   | 1934/35            | 14    | 0    | 1     | 0     | 2             | 0             | 17     | 0      |
| Аустрія (Відень)   | 1935/36            | 20    | 1    | 5     | 0     | 2             | 0             | 27     | 1      |
| Аустрія (Відень)   | 1936/37            | 0     | 0    | 0     | 0     | 2             | 0             | 2      | 0      |
| Аустрія (Відень)   | Всього             | 154   | 4    | 31    | 0     | 11            | 0             | 196    | 4      |
| Мюлуз              | 1936/37            | 30    | 1    | 2     | 1     | 0             | 0             | 32     | 2      |
| Мюлуз              | 1937/38            | ?     | ?    | 2     | 0     | 0             | 0             | 2+     | ?      |
| Мюлуз              | 1938/39            | ?     | ?    | 3     | 0     | 0             | 0             | 3+     | ?      |
| Мюлуз              | Всього             | 30+   | 1+   | 7     | 1     | 0             | 0             | 37+    | 2+     |
| Аустрія (Відень)   | 1939/40            | 0     | 0    | 0     | 0     | 0             | 0             | 0      | 0      |
| Аустрія (Відень)   | 1940/41            | 2     | 0    | 0     | 0     | 0             | 0             | 2      | 0      |
| Аустрія (Відень)   | 1941/42            | 1     | 2    | 0     | 0     | -             | -             | 1      | 2      |
| Аустрія (Відень)   | 1942/43            | 1     | 0    | 0     | 0     | -             | -             | 1      | 0      |
| Аустрія (Відень)   | Всього             | 4     | 2    | 0     | 0     | 0             | 0             | 4      | 2      |
| Всего за «Аустрію» | Всего за «Аустрію» | 158   | 6    | 31    | 0     | 11            | 0             | 200    | 6      |
| Всього за кар`єру  | Всього за кар`єру  | 190+  | 7+   | 41    | 2     | 11            | 0             | 242+   | 9+     |

## Титули і досягнення
- Володар Кубка Австрії (3):

«Аустрія» (Відень): 1932-1933, 1934-1935, 1935-1936
- Фіналіст Кубка Австрії (1):

«Аустрія» (Відень): 1929-1930, 1930-1931
- Володар Кубка Мітропи (2):

«Аустрія» (Відень): 1933, 1936
- Переможець Кубка Центральної Європи (1):

Австрія: 1931–1932